# Madagaskar (film)
Madagaskar (engelska: Madagascar) är en amerikansk datoranimerad komedifilm från 2005 i regi av Eric Darnell och Tom McGrath. Filmen hade biopremiär i USA den 27 maj 2005. Filmen fick 2008 uppföljaren Madagaskar 2.

## Handling
Lejonet Alex, zebran Marty, den hypokondriske giraffen Melman och flodhästen Gloria har levt hela sina liv i djurparken i Central Park. Men när Marty fyller 10 år blir han alltmer orolig och rastlös och tänker mycket på hur det skulle vara att leva ute i det fria. När han får höra att pingvinerna tänker rymma bestämmer han sig för att hänga på. Marty har förstått att "det fria" finns i Connecticut så en natt rymmer han och ger sig iväg mot Grand Central Station. När kompisarna upptäcker att han rymt följer de efter, tar tunnelbanan till järnvägsstationen och orsakar kaos där innan de skjuts med sömnpilar.
Några djurrättsaktivister upprörs över att djuren hålls inlåsta på zoo och djurparken bestämmer sig för att göra sig av med dem. Tillsammans med de förrymda pingvinerna lastas de ombord på ett fartyg med destination Kenya. Pingvinerna lyckas kapa fartyget och de fyra vännerna kastas överbord i en trälåda och spolas upp på en strand på Madagaskar.
På ön blir det en splittring i gruppen, och de stöter även på den galna lemurkungen, som styr över lemurerna på ön.

## Rollista

### Originalröster
- Ben Stiller - lejonet Alex
- Chris Rock - zebran Marty
- Jada Pinkett Smith - flodhästen Gloria
- David Schwimmer - giraffen Melman
- Sacha Baron Cohen - Kung Julien
- Tom McGrath - Skepparn, pingvinledaren
- Andy Richter - Mort
- Cedric the Entertainer - Maurice

### Svenska röster
- Björn Kjellman - lejonet Alex
- Anders Lundin - zebran Marty
- Michael Nyqvist - giraffen Melman
- Regina Lund - flodhästen Gloria
- Mikael Tornving - Skepparn, pingvinledaren
- Claes Ljungmark - pingvinen Kowalski
- Anders Öjebo - pingvinen Basse
- Johan Hedenberg - pingvinen Rico
- Niclas Wahlgren - Kung Julien
- Bengt Skogholt - Maurice

### Fotnoter
1. ↑  ”Madagascar” (på engelska). Box Office Mojo. 27 maj 2005. http://www.boxofficemojo.com/movies/?id=madagascar.htm. Läst 1 oktober 2016.
2. ↑  Eva af Geijerstam (21 november 2008). ”Filmrecension: "Madagaskar 2"”. Svenska dagbladet. http://www.dn.se/pa-stan/film/filmrecension-madagaskar-2/. Läst 21 augusti 2016.